# Varicorhinus
Varicorhinus és un gènere de peixos de la família dels ciprínids i de l'ordre dels cipriniformes.

## Taxonomia
- Varicorhinus alticorpus (Oshima, 1920)
- Varicorhinus altipinnis (Banister & Poll, 1973)
- Varicorhinus ansorgii (Boulenger, 1906)
- Varicorhinus axelrodi (Getahun, Stiassny & Teugels, 2004)
- Varicorhinus babeensis (Nguyen & Nguyen, 2001)
- Varicorhinus barbatulus (Pellegrin, 1908)
- Varicorhinus beso (Rüppell, 1836)
- Varicorhinus brauni (Pellegrin, 1935)
- Varicorhinus capoetoides (Pellegrin, 1938)
- Varicorhinus clarkeae (Banister, 1984)
- Varicorhinus dimidiatus (Tweddle & Skelton, 1998)
- Varicorhinus ensifer (Boulenger, 1910)
- Varicorhinus fimbriatus (Holly, 1926)
- Varicorhinus iphthimostoma (Banister & Poll, 1973)
- Varicorhinus jaegeri (Holly, 1930)
- Varicorhinus jubae (Banister, 1984)
- Varicorhinus latirostris (Boulenger, 1910)
- Varicorhinus leleupanus (Matthes, 1959)
- Varicorhinus longidorsalis (Pellegrin, 1935)
- Varicorhinus lufupensis (Banister & Bailey, 1979)
- Varicorhinus macrolepidotus (Pellegrin, 1928)
- Varicorhinus mariae (Holly, 1926)
- Varicorhinus maroccanus (Günther, 1902)
- Varicorhinus nelspruitensis (Gilchrist & Thompson, 1911)
- Varicorhinus pellegrini (Bertin & Esteve, 1948)
- Varicorhinus platystomus (Pappenheim & Boulenger, 1914)
- Varicorhinus pungweensis (Jubb, 1959)
- Varicorhinus robertsi (Banister, 1984)
- Varicorhinus ruandae (Pappenheim & Boulenger, 1914)
- Varicorhinus ruwenzorii (Pellegrin, 1909)
- Varicorhinus sandersi (Boulenger, 1912)
- Varicorhinus semireticulatus (Pellegrin, 1924)
- Varicorhinus steindachneri (Boulenger, 1910)
- Varicorhinus stenostoma (Boulenger, 1910)
- Varicorhinus thacbaensis (Nguyen & Ngo, 2001)
- Varicorhinus tornieri (Steindachner, 1906)
- Varicorhinus upembensis (Banister & Bailey, 1979)
- Varicorhinus varicostoma (Boulenger, 1910)
- Varicorhinus werneri (Holly, 1929)
- Varicorhinus wittei (Banister & Poll, 1973)
- Varicorhinus xyrocheilus (Tweddle & Skelton, 1998)
- Varicorhinus yeni (Nguyen & Ngo, 2001)[2][3][4][5]